# 川崎孫四郎
川崎 孫四郎（かわさき まごしろう、文政9年1月1日（1826年2月7日） - 万延元年3月24日（1860年4月14日））は、幕末の志士。水戸藩士。家系は川崎氏。川崎長貴の四男に生まれる。水戸藩家老・安島帯刀の従者であり、郡吏を務める。変名は篠崎源太郎。諱は健幹。位階は贈正五位。
万延元年（1860年）3月3日の桜田門外の変では大坂で連絡役を務めた。しかし、幕府に探知され、同年3月23日、幕吏に追われ奮戦、変の首謀者・高橋多一郎親子を逃がし、生國魂神社前で自刃を企てて重傷、翌日亡くなった。享年35。墓は茨城県ひたちなか市にある旧泉蔵院, 現在は枝川共同墓地。
明治31年（1898年）、正五位を贈位され、靖国神社に合祀される。1969年（昭和44年）に大阪市天王寺区生玉町の孫四郎自刃の地に川崎孫四郎顕彰碑が建てられている。